# 永州 (金朝)
永州，中国金朝时设置的州。
金宣宗兴定五年（1221年）金朝升永城县置永州，治所在永城县（今河南省永城市）。辖境相当今河南省夏邑县、永城市和安徽省砀山县等地。将原属归德府的下邑县、砀山县和亳州的酂县改属永州。永州下辖永城县、下邑县、砀山县、酂县四县。元世祖至元三年（1266年）元朝复改永州为永城县。